# کروآ، شمال
شهر کروآ، شمال (به فرانسوی: Croix, Nord) در شهرستان نور (فرانسه) در ناحیه شمال کاله با جمعیت ۲۰٬۹۲۶ نفر در کشور فرانسه واقع شده‌است